# Skinnerhyus shermerorum
Skinnerhyus shermerorum (лат.) — вид вымерших парнокопытных из семейства пекариевых (Tayassuidae). Единственный известный вид рода Skinnerhyus. Жил во времена миоцена (13,6—10,3 млн лет назад) на территории современного штата Небраска (США). Типовой образц F:AM 113317 — череп, найденный в местонахождении Machaerodus Quarry. Имеет на скуловых костях очень крупные выросты причудливой формы.